# 山形弁

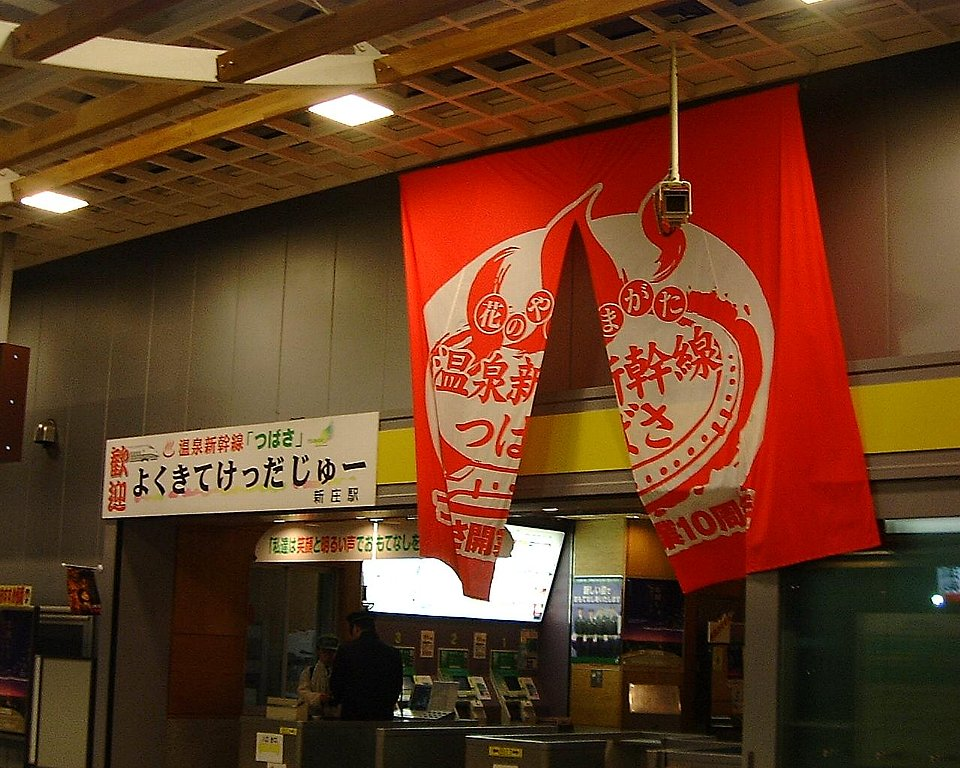
新庄駅にて

山形弁（やまがたべん）は、山形県内で話される日本語の方言の総称。東北方言に属する。山形県には県内共通の「山形弁」という方言は存在せず、北奥羽方言に属する庄内方言（庄内地方）と、南奥羽方言に属する内陸方言に分けられる。本ページでは、内陸方言を中心に解説する。

## 区分
山形県内の方言は、大きく庄内方言と内陸方言に分けられる。さらに内陸方言は、最上地方の最上方言(新庄弁)、村山地方の村山方言、置賜地方の置賜方言に分けられる。この4つの地域間の差異は、4地域が地理的に独立していること、また近世において藩が別個に存在したことが原因と考えられる。このうち最上方言には庄内方言や秋田県方言の影響もある。最上地方の中でも最上町は歴史的に新庄市方面とは交流が少なく、村山地方との繋がりが強かったことから独自の方言区画をなしている。なお山形市の香澄町では、香澄町弁と呼ばれる独自の方言が過去に使われていた。
- 庄内方言（北奥羽方言系）
  - 庄内方言
  - 小国方言（小国町）
- 内陸方言（南奥羽方言系）
  - 最上方言
  - 村山方言
  - 置賜方言

以下は、特に庄内方言についてと断りがない限りは内陸方言についての解説である。

## 音韻・音声
東北方言に共通する特徴として、以下が挙げられる。
- /i/、/u/ともに中舌母音[ï]・[ɯ̈]であり、/e/も/i/に近い狭めの母音である[6]。「息」と「駅」、「苺」と「越後」のような母音単独拍ではイとエが統合される傾向にある[6][7]。シ、チ、ジがス、ツ、ズに統合される傾向があり、例えば「梨」と「茄子」、「辻」と「知事」と「地図」などが同音となる[8][7]。
- 語中・語尾のカ行・タ行子音が有声母音に挟まれた場合に有声化する。例：カギ(柿)、マド(的)[9][10]。一方で語中・語尾のガ行子音は鼻濁音[ŋ]（か゜行で表記する）である。例外的に「行く」は、内陸方言では「えく゜」/eŋu/である[11]。また、ザ・ダ・バ行子音は直前に軽い鼻音が挿入される[12][13]。

このほかに、山形県内陸方言の特徴として以下が挙げられる。
ヤ行子音/j/は摩擦が強く、他の地域の者には「山形」が「じゃまがた」のように聞こえる場合がある。
ヤ行エ段音/je/が存在する。[jẽsa](餌)、[jeru](選る)、[jẽdamame](枝豆)などの少数の語に現れる。
キは[kçi]のような音声であり、他地域の者にはチのように聞こえる。ただし元々のチは内陸方言でツに統合するため、混同することはない。
クは、サ・シャ・セ・シェ・ソの前において、キになる。（例）[kɨsa](草)、[kɨso](糞)
セ・ゼはシェ[ʃe]・ジェ[dʒe]となる。また村山地方北部から最上地方ではさらに、セがヒェ・ヘとなる。
連母音ai、aeは、最上方言では融合してɛːとなりやすい。村山方言と置賜方言ではそれほど融合しない。連母音ieは、「める」(見える)、「ける」(消える)のように、eまたはeːとなる。連母音ueは、「うぇる」(植える)、「くぇ」「けー」(食え)のように、weまたはeːとなる場合がある。
最上方言（や庄内方言）では、ハ行子音に無声両唇摩擦音[ɸ]が現われる。

## アクセント
|                         | 北奥羽式 | 特殊     | 無アクセント |
| ----------------------- | -------- | -------- | ------------ |
| 1類                     | 低低(低) | 低低(低) | 低低(低)     |
| 2類                     | 低低(低) | 低低(低) | 低低(低)     |
| 3類                     | 低高(低) | 高低(低) | 低低(低)     |
| 4類・5類で語末がa・e・o | 低高(低) | 高低(低) | 低低(低)     |
| 4類・5類で語末がi・u    | 高低(低) | 高低(低) | 低低(低)     |

庄内地方のほとんどと最上地方（最上町・舟形町除く）、小国町には北奥羽式アクセント（外輪東京式アクセントの変種）が分布する。2音節名詞の第4類・第5類が、語末の母音がa・e・oかi・uかによってアクセント型が分かれている。
最上町には、2音節名詞では平板型と頭高型だけがある特殊アクセントが分布する。小国町を除く置賜地方と村山地方は無アクセントである。かつては東根市から舟形町にも特殊アクセントが分布していたが、現在ではほぼ消失して無アクセント地帯が拡大している。

## 文法

### 用言の活用
ラ行の促音化
動詞末尾のラ行音に「か」「から」「け」「けんども」「た」「て」などのk・g、t・dで始まる接辞が付いた場合に、ラ行音が促音化する。例えば「みっから」(見るから)、「なか゜っで」(流れて)など。
形容詞
形容詞は終止形を含んだ無活用に近い活用をする。例えば、「おっかねがった」「おっかねがんべ」にはどちらも終止形「おっかね」が含まれている。
形容動詞
形容動詞の連体形が、庄内地方から最上地方北部にかけては「-だ」で、終止形と同形である。これは北奥羽方言に広くみられる現象である。最上地方西南部から村山地方、置賜地方は共通語と同様の「-な」である。
仮定条件
動詞の仮定形には、共通語と同じ「書けば(かげば)」の形のほか、「書いだらば」「起ぎだれば」「行く゜ごんたら」「書ぐど」などの「-たらば」「-たれば」「-ごんたら(ば)」「-ごったら」「-と」を用いる形がある。形容詞の仮定形には、内陸方言で「えーげば」のような「-けば」や、「-たら」「-こんだら」「-こったら」を用いる。コピュラ「-だ」の仮定形(-なら)には、「-だら」や「-だごんたら」を用いる。

### 述語の文法的カテゴリー
否定
動詞の否定は「-ない」の融合した「-ね」を使うが、「-れる」「-られる」の否定のときは「-んなえ」「-らんなえ」と言う。
過去
過去を表す「-た(だ)」は、置賜地方で「-ちゃ(じゃ)」と言う。
進行相
進行アスペクトには、「かえでだ」(書いている)、「みでだ」(見ている)のような「-てた」や、「て」の促音化した「かえっだ」(書いている)「みっだ」(見ている)のような形を用いる。
推量・意志・勧誘
推量には、内陸方言で「-べ」を用いる。動詞に付ける場合は、「-べ」は推量のほかに意志・勧誘を表し、終止形に後接させる。ラ行五段・一段・カ変・サ変動詞に「-べ」が付くときは「とっぺ」「とんべ」(取ろう)のように促音化や撥音化が起きる。
可能
可能表現には、村上地方・最上地方で、「かぐえ」(書ける)のように、動詞の終止形に「え」を付ける。能力可能と状況可能の区別はない。この「え」は形容詞型の活用をする。東北北部で使われる「-によい」系の表現と考えられる。置賜地方では「-れる」「-られる」を用いる。
使役
使役表現には、「いがしぇる」(行かせる)、「おぎらしぇる」(起きさせる)のように、五段活用・サ変には「-しぇる」、一段活用・カ変には「-らしぇる」を用いる。
回想「け」
回想を表す「け」は、活用語の終止形に付く。例えば「もう少しで忘れっけは」など。
希望
希望を表す「-たえ」が付く動詞の活用形は、村山方言では連用形と終止形とで揺れている。例えば「かえだえ/かうだえ」(買いたい)など。
敬語表現
旧城下町を中心に敬語表現がある。尊敬や丁寧を表す助動詞として、新庄市付近などに「-あんす」、米沢市付近に「-やる」「-なる」がある。

### 助詞
格助詞
主格助詞(が)、対格助詞(を)は、省略される。一音節名詞の場合、助詞が省略されると名詞の母音が長音化する。対格助詞には、強調する場合に「ば」が用いられる。連体修飾語を作る「の」は、代名詞に付く場合は「俺な物」のように「な」であり、樹木名に付く場合には「杉ぬ木」のように「ぬ」となる。
方向を表す助詞「さ」は、存在する場所や、動作の受け手、動作の目的を表す場合にも、用法を広げている。
比較を表す「より」に対応するものとして、村山地方に「えが」「いぇが」、置賜地方に「よっか」「よっかも」、最上地方に「よが」がある。
副助詞
「-どころか」にあたる表現に、村山地方を中心とする一部地域に「-おかしゃれ(おがしゃれ)」があるという。例えば「一俵おがしゃれ、一斗も買わんなえ」(仮訳:一俵どころか、一斗も買えない)など。
「-ばかり」は「-ばり」「-ばかし」と言う。
接続助詞
原因・理由を表す接続助詞には、「-さかい」の変化した「-さけ(さげ)」「-はけ(はげ)」が最上地方と村山地方の北部・西部にあり（「-から」も併用する）、村山地方南部・置賜地方では専ら「-から」が用いられる。
逆接既定条件の接続助詞(-けれども)には、内陸方言では「-けど」「-けんど」「-けんども」「-けんでも」を用いる。逆接仮定条件(-ても)には、内陸方言で「-たて」が用いられる。
終助詞
終助詞としては、以下が挙げられる。
- 「-っす」:丁寧。置賜地方では「-っし」とも言う。活用語の終止形や終助詞等に付ける。例えば「えく゜っす」(行きます)、「ほだなっす」(そうですね)[48]。
- 「-した」:強意[49]。
- 「-はー」:強意[48]。
- 「-ずー」:強意[48]。
- 「-じゅ」:強意・念押し。最上地方新庄市付近で使う[50][51]。
- 「-じぇ」:強意・念押し。最上地方で使う[50]。
- 「-ねや」:「〜よ」「〜ね」にあたる。村山地方・最上地方で使う[50]。
- 「-ほに」:村山地方・最上地方で使う[50]。
- 「-ほれ」:村山地方・最上地方で使う[50]。
- 「-そ」:強意。置賜地方で使う[49]。
- 「-と(ど)」:伝聞[49]。
- 「-こで」:当然だという判断を示す。置賜方言で使う[33]。

例：「そうだ」を意味する各方言
- 村山弁「んだず」「んだべした」「んだずにゃー」
- 新庄弁「んだじゅー」「んだにゃー」
- 置賜弁「んだっそ」「んだごで」
- 庄内弁「んだのー」

## 山形弁を使う人物
- ダニエル・カール（山形弁研究家）
- 佐藤唯
- 谷村昌彦
- 成海亜紀
- ロケット団 (お笑いコンビ)
- 朝倉さや(歌手)
- ミッキーチェン

## 山形弁に関連した作品など
- 今夜はなまらナイト（NHK山形放送局）
- スウィングガールズ(邦画) ロケは山形県置賜地方中心に行われた。
- 47都道府犬 -  声優バラエティー SAY!YOU!SAY!ME!内で放映された短編アニメ。郷土の名産をモチーフにした犬たちが登場する。山形県は、桜桃がモチーフの山形犬として登場し、「だにゃぁ～」などと話す。声優は、山形県出身の遠藤綾が担当している。